# Peperomia pachiteana
Peperomia pachiteana är en pepparväxtart som beskrevs av William Trelease. Peperomia pachiteana ingår i släktet peperomior, och familjen pepparväxter. Inga underarter finns listade i Catalogue of Life.